# 5748 Davebrin
5748 Davebrin eller 1991 DX är en asteroid i huvudbältet som upptäcktes 19 februari 1991 av den amerikanske astronomen Eleanor F. Helin vid Palomar-observatoriet. Den är uppkallad efter den amerikanske fysikern och science fiction-författaren David Brin.
Asteroiden har en diameter på ungefär 4 kilometer och den tillhör asteroidgruppen Eunomia.